# 原由実の○○ラジオ
『原由実の○○ラジオ』（はらゆみのまるまるラジオ）は、ファミ通.comで2012年から2015年末まで配信されていたWebラジオ。パーソナリティは原由実。

## 概要
声優の原由実が、ソロパーソナリティーを務めるファミ通.comのウェブラジオ番組。略称は『はらまる』。
ファミ通.com公式サイトに番組ブログが開設されており、番組情報や原由実の声優・歌手としての最新情報が載せられている。
2015年最後の配信である173回にてファミ通.comのwebラジオとしては最終回を迎えた。2016年からは引き継ぐ形でニコニコチャンネルにて「原由実の○○放送局 大盛」での動画配信がスタートした。

### 配信
- 配信サイト ： ファミ通.com （はらまるブログ）
- 配信期間 ： 2012年8月18日 – 2015年12月26日
- 配信形式 ： ストリーミング、Podcast （※ともに音声データ）

　予告動画
本編は音声のみだが、公式サイトで予告動画として『原由実のどきどき90秒』も配信されている。

### 番組コーナー
通常コーナー
- オープニングトーク[3]
原由実に対する無茶振り質問メールに答えてもらうコーナー。その回答やテーマから番組名の“○○”が毎回決定される。スタッフがおたよりを選別し、原由実は初見で回答する。
- ふつおた[3]
番組オープニングとエンディングで紹介する普通のお便りのコーナー。
- 由実☆シュラン[3]
番組スタッフが持ち寄ったさまざまなお土産を原由実が試食し、そのオススメポイントをCMにして紹介するコーナー。
- Let's弾き語リスト[3]
原由実が弾き語りに挑戦するコーナー。自宅でホコリを被っていたというギターでの弾き語りを、初歩の初歩から勉強していく。毎回 覚えた内容と、リスナーから募集したキーワードを使って、実際に弾き語りも行う。
- ○おた[4]（初出 ： 第17回）
番組で用意したテーマに沿ったおたよりを募集し、紹介していくコーナー。
（過去にあったテーマ ： 「お正月の過ごし方&各地のお雑煮」、「原由実に作って欲しい料理」など）
- ピックアップ！ ファミ通ニュース[3]
ファミ通.com公式サイトにアップされているニュースの中から、原由実が気になるニュースをピックアップして紹介するコーナー。

特別コーナー／終了したコーナー
- はらまるマスコット製作委員会[5]（初出 ： 第5回）
原由実が番組内で描いたキャラクター“はらまるくん”をベースにして、番組のマスコットキャラクターをリスナーと一緒に作り上げていくコーナー。番組内で採用されたイラストは、ブログに掲載される。
第16回放送で、“はらまるくん”のデザインが決定した。
- 年忘れケーキづくり大会（第20回）
年内最後の放送で、特別なこと（ケーキ作り）をしながらリスナーのメールを読んでいくコーナー。
- はらまるリスニング（初出 ： 第21回）　⇒　はらまるリスニング＋（初出 ： 第109回）
原由実の新曲の発表・発売に先だって、期間限定で楽曲の一部を聞くことができるコーナー。ポッドキャストの配信分には含まれず、アーカイブ版でも本放送から暫くの間の期間を過ぎると当該部分はカットされる。
⇒　ポッドキャストの配信にも含まれるようになり、期間も無期限となった。
- はらまるCM大賞（初出 ： 第23回）
『由実☆シュラン』で作り上げてきたCMの数々の中から、リスナー投票により、上半期と下半期に分けて“CM大賞”を発表するコーナー。
- ファミ選（第27回）
Webラジオ『今井麻美のSinger Song Gamer』で行われているコーナー。
- ミュージックパズル（第27回）
Webラジオ『今井麻美のSinger Song Gamer』で行われているコーナー。
- 『intention』英語セリフを当てよう！（第66回）
3rdシングル『intention』の2分33秒あたりから始まる英語のセリフをリスナーに当ててもらうコーナー。事前にリスナーから答案を募集し、本コーナーで正解を発表した。
（正解 ： I lost my way 　there is no answer 　there is no reason 　because of you）
- はらまる人狼大会（第71回）
ゲスト と スタッフ（濱田P、 CNアユミチャン、 謎の司令官みよちゃん）を交え、人狼ゲームを行うコーナー。
（濱田P：音楽プロデューサー、 CNアユミチャン：濱田Pのアシスタント、 謎の司令官みよちゃん：ファミ通.com編集部員）
- 由実の部屋（初出 ： 第86回）
原由実が、お会いしたい人 や 所縁のある人 をゲストに招き、対談するコーナー。
- 由実リベンジ（第100回）
別番組「『今井麻美のSSG Singer Song Stage』完成打ち上げ会」で行われた「きき餃子対決」でのチャレンジ失敗に対し、リベンジをするためのコーナー。再度「きき餃子」に挑戦するつもりが、スタッフのドッキリにより「きき水」挑戦となった。
- 全国はらまる試験解答発表（第100回）
『はらまる』にまつわる試験を実施し、リスナーに回答してもらうコーナー。事前にリスナーから答案を募集し、本コーナーで正解を発表した。正答率上位30名は、第100回放送の収録現場にスタジオ観覧という形式で招待された。
- Tell me voices（第102回）
原由実の1stソロライブ『Catch my voices』に関するリスナーからのおたより（感想）を紹介するコーナー。
- 『せかい☆セイフク』コラボ ～CARD FES.～（初出 ： 第103回）
ゲーム『せかい☆セイフク 〜COSUTUME FES.〜』と『はらまるラジオ』 とのコラボレーションにより、本ゲームに登場させる「原由実カード」をリスナーと一緒に制作していくコーナー。どの勢力（学生服、メイド服、職業服）にするかなどといったカード情報をリスナーからアンケートを募り、その結果を本コーナーで発表した。
- 『トリニティセブン』リアライズ（初出 ： 第108回）
アニメ『トリニティセブン』と『はらまるラジオ』 とのコラボレーションにより、出演者をゲストに迎え、トリニティセブンの魅力について語ったり、各コーナーを行ったりした。

## ゲスト
括弧内の日付は配信開始日。
- 第010回（2012年10月20日）： 長谷川明子（声優）
- 第023回（2013年01月26日）： 長谷川明子（声優）
- 第045回（2013年06月29日）： 山口和也（ギタリスト）
- 第047回（2013年07月13日）： 下田麻美（声優）
- 第048回（2013年07月20日）： 結城アイラ（歌手）
- 第051回（2013年08月10日）： 山口和也（ギタリスト）
- 第071回（2013年12月28日）： 結城アイラ（歌手）、鈴木咲（グラビアアイドル）
- 第086回（2014年04月19日）： 高山直子（アイリスト）
- 第102回（2014年08月09日）： 高野麻里佳（声優）、戸田めぐみ（声優）
- 第104回（2014年08月23日）： 赤羽根健治（声優）
- 第116回（2014年11月15日）： たかはし智秋（声優）
- 第118回（2014年11月29日）： 内田彩（声優）
- 第119回（2014年12月06日）： 洲崎綾（声優）
- 第131回（2015年03月07日）： 内田彩（声優）、洲崎綾（声優）
- 第134回（2015年03月28日）： 長谷川明子（声優）